# Treći svjetski rat
Treći svjetski rat (eng. World War III, skraćeno WWIII ili WW3) naziv je za hipotetski vojni sukob velikih razmjera na svjetskoj razini, nakon Prvog i Drugog svjetskog rata. Izraz je u upotrebi još od 1941. Neki autori primjenjuju izraz na ograničene ili manje sukobe kao što su Hladni rat ili rat protiv terorizma. Nasuprot tome, drugi pretpostavljaju da bi takav sukob nadmašio prethodne svjetske ratove i po opsegu i po uništenju.
Zbog razvoja nuklearnog oružja u okviru tajnog projekta Manhattan, koje je 1945. korišteno u atomskom bombardiranju Hirošime i Nagasakija uoči kraja Drugog svjetskog rata, te nabave nuklearnog oružja i implementacije u mnogim državama nakon toga, potencijalni rizik nuklearne apokalipse, uništenja planete Zemlje i života česte su teme raznih špekulacija o Trećem svjetskom ratu. Druga primarna zabrinutost je da bi biološko ratovanje moglo uzrokovati mnoge žrtve. To se može dogoditi namjerno ili nenamjerno, slučajnim ispuštanjem biološkog agensa, neočekivanom mutacijom agensa ili njegovom prilagodbom na druge vrste nakon uporabe. Takvi apokaliptični događaji velikih razmjera, uzrokovani naprednom tehnologijom koja se koristi za uništavanje, mogli bi većinu zemljine površine učiniti nenastanjivom.
Prije početka Drugog svjetskog rata 1939. vjerovalo se da je Prvi svjetski rat (1914. – 1918.) bio »rat koji će okončati sve ratove«. Vladalo je mišljenje se da nikada više ne bi moglo doći do globalnog sukoba takvih razmjera. U međuratnom razdoblju, Prvi svjetski rat se obično nazivao »Velikim ratom«. Izbijanje Drugog svjetskog rata opovrglo je nadu da je čovječanstvo »preraslo« potrebu za svjetskim ratovima.
Pojavom Hladnog rata 1947. i širenjem tehnologije nuklearnog oružja na Sovjetski Savez, povećala se mogućnost potencijalnog novog svjetskog sukoba. Tijekom godina Hladnog rata, vojne i civilne vlasti u mnogim zemljama predviđale su i planirale mogućnost Trećeg svjetskog rata. Scenariji su se kretali od konvencionalnog ratovanja do ograničenog ili potpunog nuklearnog ratovanja. Na vrhuncu Hladnog rata razvila se doktrina uzajamno osiguranog uništenja (MAD), koja je određivala da će sveobuhvatni nuklearni sukob uništiti sve države koje su uključene u sukobu. Potencijal apsolutnog uništenja ljudske vrste možda je pridonio tome da američki i sovjetski čelnici izbjegnu takav scenarij.
Razni vojni sukobi koji su se dogodili od početka 21. stoljeća, primjerice ruske invazije na Ukrajinu, zajedno s rastućim napetostima između Sjedinjenih Država i NR Kine, percipirani su kao potencijalni okidači za proglašenje Trećeg svjetskog rata.